# Pieter Janssens
Pieter Janssens (Sint-Kruis, 18 januari 1876 - 27 augustus 1957) was burgemeester van Sint-Kruis van 1933 tot 1946.

## Familie en beroepsleven
De grootvader van Pieter Janssens was Leonard Janssens, die in Sint-Kruis een kleine handel dreef in hooi en gekapt stro. Zijn zoon, Carolus Janssens, getrouwd met Marie De Buck, had zeven zonen en drie dochters, van wie Pieter Janssens de oudste was. 
Carolus ging werken in de stokerij en vetmesterij Verstraete, die vanaf 1897 ook gist produceerde. Kort daarop verkocht de familie Verstraete de onderneming aan de Koninklijke Nederlandsche Gist- en Spiritusfabriek. Tegen die tijd werkte ook Pieter Janssens in de fabriek. Hij was slechts tot zijn twaalfde naar school geweest, maar spande zich vele jaren in om zich door avondstudie bij te scholen. Hij leerde scheikunde, Frans en Duits en maakte promotie in de 'Gistfabriek' tot hij er hoofdbeambte werd en zijn loopbaan afsloot met de vleiende titel van 'inspecteur generaal van de Nederlandse Gist- en Spiritusfabriek'.
Zijn zoon Charles Janssens werd scheikundig ingenieur en trad in de voetsporen van zijn vader. Zijn loopbaan liep uitsluitend bij de Nederlandse Gist- en Spiritusfabriek en hij sloot ze af als directeur van het bedrijf.

## Burgemeester
Burgemeester Casteleyn zou in januari 1933 waarschijnlijk een derde ambtstermijn hebben kunnen inzetten, was het niet dat hij met een paar voorname ingezetenen (Pieter Janssens, de families Huys, Van Robays en Van Hoorickx) in disputen was geraakt, met als gevolg dat de mistevredenen met een nieuwe lijst aan de gemeenteraadsverkiezingen van oktober 1932 deelnamen. Pieter Janssens voerde de lijst aan, en zocht zijn kiespubliek in de eerste plaats bij de kiezers van wie de families al minstens een paar generaties op Sint-Kruis woonden en bij de arbeidersbevolking, meer bepaald bij de velen die in de 'Gistfabriek' werkten.
De kiescampagne werd bijzonder hard gevoerd, met pamfletten waarin harde persoonlijke beschuldigingen werden geuit. Het resultaat gaf 5 zetels voor de lijst Janssens, nog slechts 4 voor de lijst Casteleyn en 2 voor de socialisten. Hoewel hij net geen meerderheid had behaald, werd Janssens toch tot burgemeester benoemd en zijn medestanders C. Thys en V. Carrebrouck tot schepen. In 1938 kon hij 6 zetels veroveren, tegen 5 voor Casteleyn en geen voor de socialisten, zodat hij nu over een volwaardige, zij het nipte meerderheid beschikte.
'Pier' Janssens, zoals iedereen hem noemde, werd zeer populair, en bleef burgemeester tot hij begin 1941 op grond van de door de bezetter uitgevaardigde leeftijdslimiet werd afgezet. Op 12 juli 1941 werd de VNV-er Gaston Meire als opvolger benoemd. Die bleef aan het roer totdat in oktober 1942 Sint-Kruis bij Brugge werd ingelijfd.
In 1944 hernam hij het burgemeestersambt, totdat hij op 1 januari 1947 werd opgevolgd door zijn vroegere schepen Didier de Pierpont.